# Eduard Mühle
Eduard Mühle (* 21. Juli 1957 in Bad Rothenfelde) ist ein deutscher Historiker. Er war von 1995 bis 2005 Direktor das Herder-Instituts in Marburg und ist seit 2023 Präsident der Europa-Universität Viadrina Frankfurt (Oder). Von 2005 bis 2023 war er Professor für Geschichte Ostmitteleuropas und Osteuropas an der Universität Münster und von 2008 bis 2013 Direktor des Deutschen Historischen Instituts in Warschau. Mühle ist Experte für die früh- und hochmittelalterliche Stadt- und Herrschaftsgeschichte bei Ost- und Westslawen sowie der ostmitteleuropäischen Zeitgeschichte.

## Leben
Eduard Mühle leistete nach dem Abitur 1978 in Lippstadt zivilen Wehrersatzdienst mit Aktion Sühnezeichen in Israel. Von 1978 bis 1986 studierte er Osteuropäische und Neuere Geschichte, Slavistik, Philosophie und Theologie an den Universitäten Paderborn, Jerusalem, Münster und London. Von 1987 bis 1989 war er Stipendiat der Gerda-Henkel-Stiftung. Die Promotion an der Universität Münster erfolgte im Winter 1989 bei Frank Kämpfer mit einer Arbeit über die Frühphase der städtischen Handelszentren der nordwestlichen Rus.
Nach Stationen am Institut für osteuropäische Geschichte der Universität Mainz, in der Deutschen Forschungsgemeinschaft und im Sekretariat der Hochschulrektorenkonferenz leitete er von 1995 bis 2005 als Direktor das Herder-Institut in Marburg. 2000/01 war er Gastprofessor am St Antony’s College in Oxford. Nach der 2004 erfolgten Habilitation über Hermann Aubin und die „deutsche Ostforschung“ an der Universität Marburg folgte 2005 der Ruf als Professor für Geschichte Ostmitteleuropas und Osteuropas nach Münster. Von 2008 bis 2013 leitete er als Nachfolger von Klaus Ziemer das Deutsche Historische Institut Warschau. Unter seiner Leitung setzte das Institut einen Schwerpunkt auf das Mittelalter ohne dabei zuvor entwickelte Themenfelder zu vernachlässigen. Dabei wurde die dynastische Herrschaft der Piasten im mittelalterlichen Polen ins Zentrum des Erkenntnisinteresses gestellt. Während seines Aufenthaltes in Warschau befasste er sich besonders nachdrücklich mit der polnischen Geschichte.
Mühle hat 2014 für seine Verdienste um die deutsch-polnische Zusammenarbeit den polnischen Alexander-von-Humboldt-Forschungspreis erhalten. Seit 2006 ist er Mitherausgeber der Buchreihe Städteforschungen. Mühle war von 1995 bis 2019 Mitglied des Herausgebergremiums der Zeitschrift für Ostmitteleuropa-Forschung. Mühle ist seit 2014 Mitglied des Herausgebergremiums des Jahrbuchs Studia Lednickie. Er ist Mitglied des Redaktionsbeirats der Zeitschrift Studia Zródłoznawcze (seit 2011) und der Zeitschrift Studia Historica Slavo-Germanica (seit 2011). Im Jahr 2016 wurde Mühle zum ausländischen Mitglied der Polnischen Akademie der Wissenschaften und Künste zu Krakau (Polska Akademia Umiejętności) gewählt. Von September bis Dezember 2017 war er Member des Institute for Advanced Study. Am 2. November 2022 wurde Mühle von Senat und Stiftungsrat der Stiftung Europa-Universität Viadrina Frankfurt (Oder) zum Präsidenten der Viadrina für die Amtszeit von 2023 bis 2029 gewählt. Das Amt trat er mit Beginn des Sommersemesters 2023 an.
Mühle ist verheiratet und hat zwei Kinder.

## Forschungsschwerpunkte
Mühles Forschungsschwerpunkte umfassen die mittelalterliche Geschichte des östlichen Europa, insbesondere Altrusslands und Polens mit besondere Berücksichtigung der Stadtgeschichte, die Entwicklung der osteuropäischen Hochschul- und Wissenschaftssysteme nach 1945 bzw. 1989 sowie die deutschsprachige Historiographiegeschichte zum östlichen Europa im 19. und 20. Jahrhundert.
Mühles 1991 veröffentlichte Dissertation behandelte die ältere russische Stadtgeschichte. Dabei untersuchte Mühle die Entwicklung der altrussischen Städte Ladoga, Nowgorod, Pskow, Polozk und Smolensk. Mühle unterscheidet in seinem Schlussteil bei der Stadtwerdung in der nordwestlichen Rus ein Dreiphasenmodell. Die erste Phase basiert auf einer vorstädtischen Frühphase von der Mitte des 8. bis Anfang des 10. Jahrhunderts. Die zweite Phase ist eine frühstädtische Beschleunigungsphase vom 10. bis zur ersten Hälfte des 11. Jahrhunderts. In dieser Phase stellte er eine Bebauungsverdichtung und einen Burg-Suburbium-Dualismus fest. Von der Mitte des 11. bis zum Ende des 12. Jahrhunderts habe sich dann die Stadt formiert. Anschließend analysiert Mühle die Faktoren und Ursachen der Stadtwerdung. Die Arbeit Mühles gilt als Standardwerk für die osteuropäische Stadtentstehung. Erstmals legte Mühle damit eine Gesamtdarstellung der Frühgeschichte der osteuropäischen Stadt in einer westeuropäischen Sprache vor.
Im Jahr 1995 veröffentlichte Mühle eine Untersuchung über die Ziele und den Verlauf der Hochschulreform in Russland seit 1985. Anlässlich des 65. Geburtstages des Marburger Osteuropahistorikers Hans Lemberg wurde eine Tagung am Herder-Institut im April 1998 abgehalten. Den Tagungsband gab Mühle 2001 heraus. Der Sammelband behandelt in drei Sektionen „Osteuropa und Mitteleuropa“, „Aspekte der böhmischen Geschichte“ und „Nationale Entmischung im 20. Jahrhundert“. Als Ergebnis einer Tagung am St Antony’s College in Oxford gab Mühle 2003 einen Sammelband mit acht Beiträgen über die Beziehungsgeschichte zwischen Deutschland und verschiedenen osteuropäischen Staaten heraus. Der thematische Schwerpunkt der Beiträge liegt auf den zwanziger und dreißiger Jahren des 20. Jahrhunderts sowie dem Zweiten Weltkrieg.
Mit seiner 2005 veröffentlichten Habilitationsschrift über Hermann Aubin, den wohl wichtigsten Repräsentanten der deutschen Landesgeschichtsforschung in der ersten Hälfte des 20. Jahrhunderts, wollte Mühle weniger eine Biographie vorlegen, sondern „einer paradigmatischen Persönlichkeit der deutschen Ostforschung und ihres Umfeldes“ eine größere Untersuchung zur Geschichte der „Ostforschung“ widmen. Bislang hatte sich die Geschichtswissenschaft vor allem auf Aubins Wirken im Nationalsozialismus konzentriert. Dagegen betrachtet Mühle in seiner Studie alle Lebensphasen des Historikers und damit die gesamte Geschichte der Ostforschung von der Weimarer Republik, über die NS-Zeit bis hin zur Nachkriegszeit. Mühles Darstellung ist in drei große Hauptkapitel eingeteilt: Aubins Biographie als Zeitgenosse, sein Wirken als Wissenschaftsorganisator und seine historiographische Arbeit. Für ihn war Aubin kein „Vordenker der Vernichtung“, jedoch „Mitdenker“ einer „ethnischen Flurbereinigung“ und „Neuordnung Mitteleuropas“. Mühle ordnet damit Aubin begrifflich zwischen Mitläufer und Mittäter ein. Aubins politisch-ideologische Anpassung an den Nationalsozialismus nach 1933 beurteilt Mühle als „Teil jener Bedingungen, die am Ende auch den Rassenkrieg und den Genozid ermöglicht haben“. Neben seiner Biographie hat Mühle Einzeluntersuchungen über Aubins akademisches Wirken im Dritten Reich, sein Wissenschaftsverständnis, seine Vorstellungen vom „deutschen Osten“, sein Ostfronterlebnis im Ersten Weltkrieg, seine akademische Schule in Breslau und seine Teilnahme am 7. Internationalen Historikertag in Warschau 1933 veröffentlicht. Mühle legte 2008 eine Briefedition vor. Sie umfasst 228 Briefe aus 21 Archiven an 80 unterschiedliche Adressaten im Zeitraum von 1910 bis 1968. Die Briefe beziehen sich vornehmlich auf die „Ostforschung“.
Im Jahr 2011 veröffentlichte Mühle eine knappe Darstellung über die Piasten von den Anfängen im 10. Jahrhundert bis zum Tod Kasimirs des Großen 1370. Bislang gab es keine deutschsprachige Darstellung über das erste polnische Herrschergeschlecht. Dabei vertritt Mühle die Grundannahme, „dass ein tiefergehendes Verstehen des heutigen Polen, seines nationalen Selbstverständnisses und seines politisch-kulturellen Verhaltens innerhalb der europäischen Gemeinschaft nicht ohne eine Kenntnis des historischen Phänomens der ‚Piasten‘ auskommt“. Nach Mühle waren „Beute- und Kriegszüge in fremde Territorien und die Abschöpfung dortiger Ressourcen“ das unerlässliche Instrument der piastischen Herrschaftssicherung im 10. und 11. Jahrhundert. Den Weg zur Aufrichtung einer großräumigen Herrschaft habe erst die Christianisierung den Piasten geebnet und die Etablierung einer eigenen Kirchenorganisation habe ihnen deren tatsächliche Durchsetzung ermöglicht.
Im Jahr 2015 veröffentlichte er eine Darstellung über die Stadtgeschichte Breslaus. Bis auf die Phase seit 1989 nähert sich jedes Kapitel „der fraglichen Epoche zunächst über ein Architekturdenkmal, ehe es in mitunter großzügigem Überblick und nicht immer in strenger chronologischer Abfolge ihre wesentlichen Merkmale, Strukturen und Ereignisse beschreibt und anhand einer ausgewählten historischen Gestalt paradigmatisch vertieft“. Als Beispiele für „epochensignifikante Bauwerke und Persönlichkeiten“ wählte Mühle den Dom, das Rathaus, das Jesuitenkolleg, das Königsschloss, die Jahrhunderthalle und das Regierungspräsidium. Bei den „epochensignifikanten Persönlichkeiten“ wählte Mühle neben Hermann Aubin unter anderem Johann Crato von Krafftheim, Gustav Heinrich von Ruffer, Adolf Heilberg, Kaspar Popplau und Henryk Tomaszewski. Für Mühle war Hermann Aubin die „Leitfigur“ für die Epoche 1933 bis 1945. Mühles Stadtgeschichte zu Breslau erschien 2016 in polnischer Übersetzung.
In seinem Jahresvortrag des Mittelalterzentrums der Berlin-Brandenburgischen Akademie der Wissenschaften kam Mühle 2016 nach Durchsicht der Belege für den Namen der Slaven zur Schlussfolgerung, dass „die früh- und hochmittelalterlichen byzantinischen, arabischen und lateinischen Quellen [...] zu keinem Zeitpunkt eine ethnisch oder politisch-sozial definierte Großgemeinschaft im Sinne von „die Slaven“ im Auge gehabt“ hatten. Er veröffentlichte 2017 eine Überblicksdarstellung zu den Slawen.
Mühle gehört zu den wenigen Mediävisten in Deutschland, die die polnische Sprache beherrschen. Er ist regelmäßiger Berichterstatter über die polnische Mediävistik für die historische Fachzeitschrift Deutsches Archiv für Erforschung des Mittelalters. Besondere Verdienste erwarb sich Mühle durch seine Übersetzungsleistungen, indem er die Erträge der polnischen Mediävistik in deutscher Sprache verfügbar machte. Im Jahr 2011 gab Mühle einen Sammelband mit 16 zwischen 1994 und 2008 veröffentlichten polnischsprachigen Aufsätzen zur Stadtentwicklung Ostmitteleuropas im 13. und 14. Jahrhundert heraus. Durch die Übersetzungsarbeit der Beiträge hat Mühle den Versuch unternommen, „die allgemeine Stadtgeschichtsforschung [...] mit der jüngeren polnischen Diskussion über die Voraussetzungen, Anfänge und Ausgestaltung der kommunalen Rechtsstadt im mittelalterlichen Polen näher vertraut zu machen“. Im Jahr 2012 gab Mühle einen Sammelband mit dreizehn Forschungsbeiträgen zum Adel im mittelalterlichen Polen von führenden polnischen Mediävisten aus den Jahren von 1992 bis 2010 heraus. Die Beiträge wurden für ihre Veröffentlichung in deutscher Sprache überarbeitet, aktualisiert und um bisher Unpubliziertes erweitert. Mit seiner Übersetzungsarbeit der Forschungsbeiträge möchte Mühle „eine Zwischenbilanz, eine Momentaufnahme im Prozess einer langen und komplexen Forschungsdiskussion“ dem deutschsprachigen Publikum zugänglich machen. Die letzte Zusammenstellung polnischer Arbeiten zu dem Thema erschien in einer westeuropäischen Sprache vor 30 Jahren. Im Jahr 2013 hat Mühle 15 polnischsprachige Beiträge über die mittelalterlichen monarchischen Stiftungen in Polen ins Deutsche übersetzt. Ein Jahr später legte Mühle die Chronik des polnischen Magisters Vincentius erstmals in vollständiger deutscher Übersetzung vor. Die Chronik zählt zu den wichtigsten Quellen der früh- und hochmittelalterlichen Geschichte Polens. Ebenfalls 2014 erschien von Mühle ein zweiter herausgegebener Sammelband, der aktuelle Ergebnisse der mediävistischen Stadtgeschichtsforschung in Polen anhand von Breslau und Krakau im Hoch- und Spätmittelalter einem größeren deutschsprachigen Leserkreis bekannt machen will. Die 14 Beiträge sind bis auf zwei Ausnahmen Aufsätze oder Kapitel aus Monographien, die zwischen 2006 und 2011 auf Polnisch erschienen sind. Für die Neuveröffentlichung wurden sie übersetzt und überarbeitet.

## Schriften (Auswahl)
Schriftenverzeichnis
- Publikationsverzeichnis von Prof. Dr. Eduard Mühle. In: Matthias E. Cichon, Anne Kluger, Martin Koschny und Heidi Hein-Kircher (Hrsg.): Den Slawen auf der Spur. Festschrift für Eduard Mühle zum 65. Geburtstag  (= Studien zur Ostmitteleuropaforschung. Bd. 55). Herder-Institut, Marburg 2022, ISBN 978-3-87969-476-1, S. 267–276.

Monographien
- Die Slawen im Mittelalter zwischen Idee und Wirklichkeit. Böhlau, Köln u. a. 2020, ISBN 978-3-412-51898-1.
- Die Slawen (= Beck’sche Reihe. C. H. Beck Wissen. Bd. 2872). Beck, München 2017, ISBN 978-3-406-70986-9.
- Die Slaven im Mittelalter. De Gruyter, Berlin u. a. 2016, ISBN 978-3-11-049015-2.
- Breslau. Geschichte einer europäischen Metropole. Böhlau, Köln u. a. 2015, ISBN 3-412-50137-9.
- Die Piasten. Polen im Mittelalter (= Beck’sche Reihe. C. H. Beck Wissen. Bd. 2709). Beck, München 2011, ISBN 978-3-406-61137-7.
- Für Volk und Deutschen Osten. Der Historiker Hermann Aubin und die deutsche Ostforschung (= Schriften des Bundesarchivs. Bd. 65). Droste, Düsseldorf 2005, ISBN 3-7700-1619-X (zugleich: Marburg, Universität, Habilitationsschrift, 2004).
- Die ‚Entsowjetisierung‘ der russischen Hochschule. Historische Voraussetzungen, Anliegen und Verlauf der Hochschulreform in Rußland seit 1985 (= Dokumente zur Hochschulreform. Bd. 103, ISSN 0420-1639). Hochschulrektorenkonferenz, Bonn 1995.
- Hochschulreform in Ungarn. Das Ungarische Hochschulgesetz vom 13. Juli 1993 (= Dokumente zur Hochschulreform. Bd. 93). Hochschulrektorenkonferenz, Bonn 1994.
- Die städtischen Handelszentren der nordwestlichen Ruś. Anfänge und frühe Entwicklung altrussischer Städte (bis gegen Ende des 12. Jahrhunderts) (= Quellen und Studien zur Geschichte des östlichen Europa. Bd. 32). Steiner, Stuttgart 1991, ISBN 3-515-05616-5 (zugleich: Münster, Universität, Dissertation, 1989).

Editionen
- Die Chronik der Polen des Magisters Vincentius (= Ausgewählte Quellen zur Geschichte des Mittelalters. Freiherr-vom-Stein-Gedächtnisausgabe. Bd. 48). Wissenschaftliche Buchgesellschaft, Darmstadt 2014, ISBN 978-3-534-24775-2.
- Briefe des Ostforschers Hermann Aubin aus den Jahren 1910–1968 (= Quellen zur Geschichte und Landeskunde Ostmitteleuropas. Bd. 7). Herder-Institut, Marburg 2008, ISBN 978-3-87969-349-8.

Herausgeberschaften
- Breslau und Krakau im Hoch- und Spätmittelalter. Stadtgestalt, Wohnraum, Lebensstil (= Städteforschung. Veröffentlichungen des Instituts für vergleichende Städtegeschichte. Reihe A: Darstellungen. Bd. 83). Böhlau, Köln u. a. 2014, ISBN 3-412-22122-8.
- Studien zum Adel im mittelalterlichen Polen (= Quellen und Studien des Deutschen Historischen Instituts Warschau. Bd. 25). Harrassowitz, Wiesbaden 2012, ISBN 978-3-447-06589-4.
- mit Norbert Angermann: Riga im Prozeß der Modernisierung. Studien zum Wandel einer Ostseemetropole im 19. und frühen 20. Jahrhundert (= Tagungen zur Ostmitteleuropa-Forschung. Bd. 21). Verlag Herder-Institut, Marburg 2004, ISBN 3-87969-320-X.
- Germany and the European East in the Twentieth Century (= German historical perspectives series. Bd. 17). Berg, Oxford u. a. 2003, ISBN 1-85973-710-2.
- Mentalitäten – Nationen – Spannungsfelder. Studien zu Mittel- und Osteuropa im 19. und 20. Jahrhundert. Beiträge eines Kolloquiums zum 65. Geburtstag von Hans Lemberg (= Tagungen des Herder-Instituts zur Ostmitteleuropa-Forschung. Bd. 11). Verlag Herder-Institut, Marburg 2001, ISBN 978-3-87969-291-0.
- Vom Instrument der Partei zur „Vierten Gewalt“. Die ostmitteleuropäische Presse als zeithistorische Quelle (= Tagungen zur Ostmitteleuropa-Forschung. Bd. 4). Herder-Institut, Marburg 1997, ISBN 3-87969-260-2.
- Monarchische und adlige Sakralstiftungen im mittelalterlichen Polen (= Stiftungsgeschichten. Bd. 9). Akademie-Verlag, Berlin 2013, ISBN 978-3-05-005926-6.